# باول كراوتش جونيور
باول كراوتش جونيور (بالإنجليزية: Paul Crouch, Jr.)‏ هو شخصية أعمال أمريكي، ولد في 13 مارس 1959 في رابيد سيتي في الولايات المتحدة.